# Mary Ellen Marková
Mary Ellen Marková (nepřechýleně Mark; 20. března 1940 – 25. května 2015) byla americká fotografka, členka společnosti Magnum Photos.

## Život a dílo
Narodila se ve Filadelfii a fotografování se věnovala již od dětství. V roce 1962 získala titul bakaláře umění na Pensylvánské univerzitě v oboru malířství a historie umění. O dva roky později zde získala magisterský titul v oboru novinářské fotografie. V následujícím roce získala stipendium v rámci Fulbrightova programu na fotografování v Turecku. Jejím manželem byl filmový režisér Martin Bell. Zemřela roku 2015 ve věku 75 let.

## Styl
Její fotografie zkoumají sociální otázky jako bezdomovectví, osamělost, drogová závislost a prostituce. Pracuje především v oblasti černobílé fotografie. Popsala svůj přístup ke svým tématům takto: „Vždy jsem cítila, že děti a mládež nejsou děti, ale ‚malí lidé‘. Pohlížela jsem na ně jako na ‚malé lidi‘, a buď se mi líbí nebo se mi nelíbí. Jsem posedlá duševně nemocnými. A podivnými lidmi za hranicemi společnosti.“

## Knihy
- Passport. Lustrum Press, 1974.
- Ward 81. New York City: Simon & Schuster, 1979.
- Falkland Road. New York City: Knopf, 1981.
- Mother Teresa's Mission of Charity in Calcutta. Friends of Photography, 1985.
- Streetwise. Second printing. New York City: Aperture, 1992.
- The Photo Essay. Photographers at Work series. Washington, DC: Smithsonian Institution, 1990. ISBN 978-1-56098-003-2.
- Mary Ellen Mark: 25 Years. New York City: Bulfinch, 1991.
- Indian Circus. San Francisco: Chronicle Books, 1993, and Japan: Takarajimasha, 1993.
- Portraits. Italy: Motta Fotografica, 1995 and Washington: Smithsonian Institution, 1997.
- A Cry for Help. New York City: Simon & Schuster, 1996.
- Mary Ellen Mark: American Odyssey. New York City: Aperture, 1999.
- Mary Ellen Mark 55. Londýn: Phaidon Press, 2001.
- Photo Poche: Mary Ellen Mark. Paris: Nathan, 2002.
- Twins. New York City: Aperture, 2003.
- Mary Ellen Mark: Exposure. Londýn: Phaidon Press, 2005.
- Extraordinary Child. Reykjavík: National Museum of Iceland, 2007.
- Seen Behind the Scene. Londýn: Phaidon Press, 2008.
- Prom. Los Angeles: J. Paul Getty Museum, 2012.[8]
- Man and Beast: Photographs from Mexico and India. Austin: University of Texas Press, 2014. ISBN 978-0-292-75611-3.[9]

## Ceny a ocenění
Ceny a ocenění
- 1977 National Endowment for the Arts
- 1980 První cena, Robert F. Kennedy Journalism Award, "Mother Teresa", Life
- 1980 Page One Award for Excellence in Journalism, The Newspaper Guild of New York, "Children of Desire", The New York Times Magazine
- 1981 První cena, Robert F. Kennedy Journalism Award, "Mother Teresa in Calcutta", Life Magazine
- 1982 Leica Medal of Excellence, Falkland Road
- 1984 První cena, Robert F. Kennedy Journalism Award, "Camp Good Times", Life
- 1986 The Phillipe Halsman Award for Photojournalism, American Society of Magazine Photographers
- 1987 Photographer of the Year Award, The Friends of Photography
- 1988 World Press Photo Award, for Outstanding Body of Work Throughout the Years
- 1988 George Polk Award, Photojournalism
- 1988 Distinguished Photographer's Award, Women in Photography*
- 1989 The World Hunger Media Awards, Best Photojournalism, "Children of Poverty", Life
- 1990 Pictures of the Year Award for Magazine Portrait/Personality, "The Face of Rural Poverty", Fortune Magazine
- 1992 Society of Newspaper Design, Award of Excellence, Magazine Cover and Photojournalism Feature, The New York Times Magazine
- 1993 Front Page Award, The Newswomen's Club of New York, "Cree Indians" for Condé Nast Traveler, November 10, 1993
- 1994 The Professional Photographer of the Year Award, Photographic Manufacturers and Distributors Association (Guggenheim Fellowship)
- Cena Ericha Salomona (1994)
- 1995 Pictures of the Year, 1. místo Magazine Division, "Napping" Freelance/Life
- 1996 Pictures of the Year, 1. místo Magazine Division, for issue reporting "Damm Family"; 3rd place in Magazine division for picture essay
- 1996 Master Series Award, School of Visual Arts
- 1997 Infinity Award, International Center of Photography
- 1998 The Art Directors Club Silver Award, "El Circo"
- 1998 The Society of Publication Designers, Gold Medal Award for Design Entire Issue, "Battle of the Generations", Fast Company
- 1999 Leadership Award, International Photographic Council
- 1999 Photographic Administrators Incorporated, Award for Excellence in Photojournalism
- 2001 Cornell Capa Award, International Center of Photography
- 2003 Lucie Award for Outstanding Achievement in Documentary Photography[11]
- 2004 World Press Photo Awards, První cena in the Arts (Twins series)
- 2006: Visionary Woman Award, Moore College of Art & Design[12]
- 2014: 2014 Lifetime Achievement in Photography Award from the George Eastman House.[3][1]
- 2014: Outstanding Contribution Photography Award from the World Photography Organisation.[3][1]

### Granty a stipendia
Podle zdroje:
- 1965-66 Fulbright Scholarship fotografování v Turecku
- 1975 U.S.I.A. Grant na lektorství a vystavování v Jugoslávii
- 1977 National Endowment for the Arts
- 1977 New York State Council for the Arts: CAPS Grant
- 1978 Commissioned Artist with the Bell System Photography Project
- 1979-80 National Endowment for the Arts
- 1990 National Endowment for the Arts
- 1994 John Simon Guggenheim Fellowship
- 1997 Erna and Victor Hasselblad Foundation Grant na další pořizování fotografií pro projekt American book & exhibition